# Delphyre boettgeri
Delphyre boettgeri är en fjärilsart som beskrevs av Druce 1909. Delphyre boettgeri ingår i släktet Delphyre och familjen björnspinnare. Inga underarter finns listade i Catalogue of Life.